# Municipio de Richwoods (Illinois)
El municipio de Richwoods (en inglés: Richwoods Township) es un municipio ubicado en el condado de Peoria en el estado estadounidense de Illinois. En el año 2010 tenía una población de 6089 habitantes y una densidad poblacional de 754,97 personas por km².

## Geografía
El municipio de Richwoods se encuentra ubicado en las coordenadas 40°45′11″N 89°34′8″O / 40.75306, -89.56889. Según la Oficina del Censo de los Estados Unidos, el municipio tiene una superficie total de 8.07 km², de la cual 7.73 km² corresponden a tierra firme y (4.14%) 0.33 km² es agua.

## Demografía
Según el censo de 2010, había 6089 personas residiendo en el municipio de Richwoods. La densidad de población era de 754,97 hab./km². De los 6089 habitantes, el municipio de Richwoods estaba compuesto por el 88.88% blancos, el 5.83% eran afroamericanos, el 0.38% eran amerindios, el 0.99% eran asiáticos, el 0.1% eran isleños del Pacífico, el 0.79% eran de otras razas y el 3.04% pertenecían a dos o más razas. Del total de la población el 2.96% eran hispanos o latinos de cualquier raza.